# Giganci (mitologia grecka)

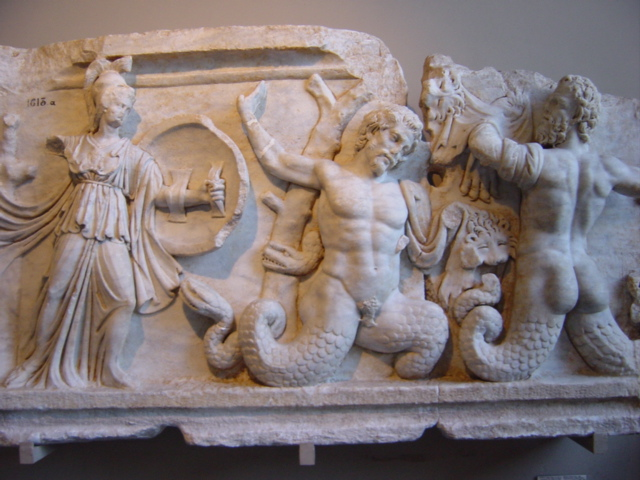
Fryz z Afrodyzji przedstawiający sceny z gigantomachii (Atena i giganci), Muzeum Archeologiczne w Stambule

Giganci (lm gr. Γίγαντες Gígantes, łac. Gigantes, lp gr. Gigas, Gigantos, łac. Gigant) – w mitologii greckiej olbrzymy o wężowych splotach zamiast nóg.
Uchodzili za synów Uranosa (zrodzili się z krwi, która wyciekła z rany Uranosa, gdy został okaleczony przez Kronosa) i Gai lub Tartara i Gai.

## Charakterystyka
Byli pochodzenia boskiego, ale mimo to byli śmiertelni. Mogli się stać nieśmiertelni za przyczyną magicznego ziela, które Gaja (Ziemia) wydała, by ocalić swoje dzieci przed śmiercią, ale Zeus dowiedział się o tym i nim ktokolwiek mógł je znaleźć, zerwał je i zniszczył.
Byli olbrzymiego wzrostu i niesamowitej siły, ale wygląd mieli odstraszający: gęste kudły na głowie, najeżone brody i zamiast nóg wężowe sploty.
Byli personifikacją potężnych sił natury, trzęsień ziemi, wybuchów wulkanów.
Po urodzeniu zaczęli grozić innym bogom, zagrozili, że zniszczą Olimp. Bogowie nie mieli innego wyjścia, jak przystąpić do walki. Opis walki został zawarty w gigantomachii.
Prócz gigantów olbrzymim wzrostem cechowali się również tytani i jednoocy cyklopi.

## Giganci w starożytnych źródłach greckich
Najstarsze teksty, w których znajdują się wzmianki o gigantach, to Teogonia Hezjoda i Odyseja Homera. Pierwsza z nich (w. 176–186) przedstawia gigantów jako istoty o wężowych splotach zamiast nóg, powstałe z krwi genitalnej wylanej na Gaję, boginię ziemi, po wykastrowaniu Uranosa, boga niebios, przez Kronosa.
Nadszedł wielki Uranos wraz z nocą i objął Ziemię,
pragnąc związku miłości i przykrył sobą ją całą.
Syn zaś z zasadzki swą rękę lewą zaraz wyciągnął,
prawą zaś ujął ogromny sierp z ostrymi zębami,
ojca miłego jądra gwałtownie urżnął i cisnął
poza siebie, gdzie padnie. Nie darmo mu z ręki umknęły,
bowiem te krwawe krople, które trysnęły i spadły,
wszystkie przyjęła Ziemia i - kiedy lata minęły –
rodzi z nich mocne Erynie oraz ogromnych Gigantów,
w zbrojach błyszczących, w ręku dzierżących długie oszczepy,
oraz Nimfy - zwą je melijskie - na ziemi niezmiernej.
Kolejne ustępy Teogonii (w. 687–699) opisują konflikt pomiędzy starszymi bóstwami a tytanami.
Już Dzeus więcej swej złości nie zdzierżył, ale mu zaraz
serce się wypełniło złością i całą swą siłę
okazywał – zstępował z nieba, a także z Olimpu,
błyskawice ciskając jedną za drugą, a gromy
polatywały razem z piorunem i błyskawicą
z ręki mocarnej, gęsto, wirując świętym płomieniem.
Wkoło zaś ziemia życie niosąca rozgłośnie huczała,
płonąc, a lasy ogromne trzeszczały ogniem objęte.
Cała ziemia kipiała i fale Okeanosa
oraz morze jałowe, a wiew ich żarem owiewał
ziemskich Tytanów i płomień leciał ku niebu boskiemu
niezmierzony, a oczy oślepiał im, choć potężnym,
rozbłysk iskrzący pioruna i razem z nim błyskawicy.
Żar przedziwny ogarnął Otchłań.
Tytani, których Hezjod opisuje jako zrodzonych z ziemi (gr. gygenes), zostają ostatecznie pokonani przez Hekatonchejrów (w. 713–735) i zepchnięci do głębin Tartaru (w. 807–814).
Tam są i ziemi ciemnej, i Tartaru w mgły spowitego,
i jałowego morza, i nieba skrzącego gwiazdami,
rzędem wszystkiego w świecie źródła jako też kresy
przykre, pełne zgnilizny – dla bogów także obrzydłe.
Tam są bramy błyszczące i próg tam leży spiżowy,
niewzruszony, oparty na ciągłych, trwałych korzeniach,
samorodny – a przed nim, z dala od wszystkich bogów,
Tytanowie mieszkają za mgłami skrytą otchłanią.
Tymczasem Homer w Odysei (m.in. w 7.59, 206; 10.120) twierdził, że giganci to ogromnych rozmiarów ludzie, rdzenni mieszkańcy obszarów wulkanicznych na zachodnich rubieżach świata greckiego, którzy kiedyś przypuścili szturm na niebiosa. Atak się nie powiódł, zaś giganci zostali pokonani razem z Feakami, Cyklopami i Lajstrygonami (Odyseja 7.200 i n.). W pieśni X Odyseusz spotyka Lajstrygonów uważanych za ludożerczych potomków gigantów.
Na ten ryk Lajstrygony kupami wielkimi
Wypadli; to nie ludzie, lecz prawie olbrzymi.
Ci lecą z brzegu staczać skał srogie kawały
Na dół, kędy okręty nasze w porcie stały;
I straszny na okrętach zrobił się tam zamęt,
Naw gruchotanie, mężów konających lament.
Wróg ich ciała ponizał jak ryby na tyki,
By pożreć.
To powiązanie stworzeń mitycznych z konkretnymi plemionami przywodzi na myśl podobne utożsamienie w Dziejach Herodota (8: 55), który wspomina o ateńskim kulcie Erechteusza zrodzonego z ziemi, z czasem zastąpionego przez Posejdona.
Dlaczego o tym wspomniałem, powiem. Na tym akropolu stoi świątynia Erechteusa, który nazywa się „zrodzonym z ziemi”. W niej znajduje się drzewo oliwne i woda morska, które wedle podania Ateńczyków Posejdon i Atena w swym sporze o kraj zostawili na pamiątkę. Otóż zdarzyło się, że ta oliwka wraz z resztą świątyni została spalona przez barbarzyńców. W drugim dniu po spaleniu, kiedy Ateńczycy, którym król rozkazał złożyć ofiary, wyszli na górę do świątyni, zobaczyli, że z pnia oliwki wyrósł pęd, długi mniej więcej na łokieć. Tak oni opowiadali.
Ten kompleks mityczny obecny jest również w tekstach z II wieku p.n.e. Na przykład Biblioteka Pseudo-Apollodorosa opisuje gigantów jako potomstwo bóstw nieba i ziemi. Giganci próbują strącić starsze bóstwa z Olimpu, ostatecznie jednak ponoszą klęskę i giną od piorunów Zeusa i strzał Heraklesa (1: 6: 1–2). Diodor Sycylijczyk w Bibliotece historycznej (4.21.5) potwierdza narodziny z Gai oraz rozmiary gigantów zamieszkujących Pola Flegrejskie, region znany z aktywności sejsmicznej i wulkanicznej. Diodor twierdzi też, że giganci prześladowali ludzkość i zostali z tego powodu ukarani przez bogów (5.71.4).
Wizerunek gigantów uzupełniają przekazy autorów żyjących na przełomie naszej ery. Filostrat w Żywocie Apoloniusza z Tiany (5.16) potwierdza istnienie gigantów, którego „dowodzi” na podstawie szczątków wydobytych w czasach mu współczesnych. Niemniej za szalone uważa przekonanie, że giganci próbowali kiedykolwiek strącić bogów z Olimpu. Owidiusz w Metamorfozach (1,151–162) powołuje się na przekaz mówiący, że giganci zostali pochowani pod górami, których wcześniej próbowali użyć w ataku na niebiosa. Część z nich utknęła w zaświatach a część dała początek plemieniu niegodziwców, którzy zginęli w potopie zesłanym przez Jowisza.
Ażeby nawet wzniosłe obszary powietrza nie zaznały
więcej spokoju niż ziemia, wdarli się wen Giganci
i sięgnęli po królestwo niebios. Piętrząc górę na górę
aż do gwiazd się wspięli.
Wówczas ojciec potężny cisnął piorun i Olimp roztrzaskał,
Ossą o Pelion uderzył. Leżały potworne cielska
przygniecione własnym ciężarem, Ziemia zbroczona
obfitą krwią swoich synów zwilgotniała i znów tchnęła
życie w gorącą posokę, Lękając się, by nie pozostał
nawet ślad dzikiego rodu, obróciła ich w ludzi. Ale
i to pokolenie pogardzało bogami, było żądne okrutnego
mordu i gwałtowne, znać, ze z krwi narodzone.
Z kolei Strabon w Geografii (5.4.6) wspomina o całym rejonie spowitym odorem siarki wydobywającym się z ran pokonanych gigantów, a będącym pamiątką bitwy, która rozegrała się tam przed wiekami.
Przekazy te tworzą zatem mniej lub bardziej spójny obraz gigantów zrodzonych w wyniku zespolenia bóstw nieba i ziemi. Stworzenia te, zazwyczaj silne i ogromnej postury, stanowią zagrożenie dla porządku kosmicznego ustanowionego przez bogów i ucieleśniają szeroko rozumiane siły chaosu. Mimo że poniosły porażkę w zaciekłej walce, nie uległy całkowitemu unicestwieniu: zostały na wieczność uwięzione pod ziemią lub pod górami, czyli w miejscach, z których pierwotnie pochodzą. Część spośród przywołanych powyżej przekazów traktuje gigantów jako protoplastów poszczególnych plemion i ludów.

## Poszczególni giganci
Gigantami byli:
- Alkyoneus
- Agrios
- Anteusz
- Athos
- Damysos
- Echion
- Efialtes
- Enkelados
- Eurytos
- Gration
- Hippolytos
- Klytias
- Mimas
- Otis
- Pallas
- Polybotes
- Porfyrion
- Toas